# توکوتومی شوهو
توکوتومی شوهو (به ژاپنی: 徳富 蘇峰 Tokutomi Sohō)؛ ۱۴ مارس ۱۸۶۳ – ۲ نوامبر ۱۹۵۷) روزنامه‌نگار، تاریخ‌نگار اهل ژاپن بود.